# Mistrovství Asie a Oceánie v ledním hokeji do 18 let 2000
Mistrovství Asie a Oceánie v ledním hokeji do 18 let 2000 byl sedmnáctý asijský U18 turnaj v ledním hokeji. Bylo to podruhé, kdy byl rozdělen do dvou divizí a také podruhé byl součástí Mistrovství světa do 18 let.

## Divize I
Turnaj divize I se konal od 17. do 20. února 2000 v Čchang-čchunu v provincii Ťi-lin na severovýchodě Číny. Turnaje se zúčastnila čtyři družstva, která se v předchozím ročníku umístila na druhém až čtvrtém místě a vítěz divize II. Hrála spolu jednokolově každé s každým. Vítězství si připsali junioři Severní Koreje před juniory Jižní Koreje a juniory domácí Číny. Vítězstvím si Severní Korea zajistilo účast ve skupině B Mistrovství světa v následujícím roce. Z divize I nikdo nesestoupil.

### Výsledky
|    |               | Severní Korea | Jižní Korea | Čína | Austrálie | V | R | P | VG | OG | B |
| 1. | Severní Korea | ***           | 3:2         | 5:1  | 8:0       | 3 | 0 | 0 | 16 | 3  | 6 |
| 2. | Jižní Korea   | 2:3           | ***         | 4:2  | 9:2       | 2 | 0 | 1 | 15 | 7  | 4 |
| 3. | Čína          | 1:5           | 2:4         | ***  | 10:0      | 1 | 0 | 2 | 13 | 9  | 2 |
| 4. | Austrálie     | 0:8           | 2:9         | 0:10 | ***       | 0 | 0 | 3 | 2  | 27 | 0 |

## Divize II
Turnaj divize II se konal od 25. do 28. března 2000 v Bangkoku v Thajsku. Turnaje se zúčastnila čtyři družstva, která hrála jednokolově každé s každým. Vítězství si připsali junioři Nového Zélandu před juniory Tchaj-wanu a juniory domácího Thajska. Vítězstvím si Nový Zéland zajistil účast v divizi I v následujícím roce.

### Výsledky
|    |             | Nový Zéland | Tchaj-wan | Thajsko | Mongolsko | V | R | P | VG | OG | B |
| 5. | Nový Zéland | ***         | 3:3       | 7:2     | 5:1       | 2 | 1 | 0 | 15 | 6  | 5 |
| 6. | Tchaj-wan   | 3:3         | ***       | 3:1     | 6:2       | 2 | 1 | 0 | 12 | 6  | 5 |
| 7. | Thajsko     | 2:7         | 1:3       | ***     | 4:4       | 0 | 1 | 2 | 7  | 14 | 1 |
| 8. | Mongolsko   | 1:5         | 2:6       | 4:4     | ***       | 0 | 1 | 2 | 7  | 15 | 1 |